# 김은비 (1989년)
김은비(1989년 3월 6일~)는 대한민국의 테크노 음악 프로듀서, 패션 디렉터로 활동 중이다. 2016년 전 세계 테크노 시장에 'Fita cola' 라는 앨범으로 데뷔했다.

## 업력
- 한국조리과학고등학교졸업
- 고려대학교 조형예술, 패션디자인 및 머천다이징 전공 (2010~2014)
- 고려대학교 미디어대학원 광고 PR 석사
- LF 남성복 인턴
- GENTLE MONSTER 브랜딩팀 매니저
- CJ E&M, 르 메르디앙 서울 호텔 PR MANAGER
- 달바, DK eyeweargroup 마케팅 총괄

## 음반
- FITA COLA (2016)
- LIKE PIZZA (2016)
- 893 Code (2016)
- Hard And Nice (2017)
- Defying Gravity (2018)
- Persona  (2020)
- 침입자, Emotional Intruder (2020)
- Oddity  (2020)
- Dignity (Ptsd) (2020)
- 몽상가들 (2022)

## 분류
- 1세대 네이버 패션 인플루언서 (2010~현재)

## 콜라보레이션
- SMK (프랑스 디자이너 산드라메이어강과의 콜라보레이션)을 통한 paper vinyl bag 글로벌 발매 (2015)
- 사진작가 김진, 3d 아티스트 윤호현과 Team the kyo 를 결성하여 아티스트 그룹을 이끌었다 (2017~)
- 타투이스트 '박수환' 과 콜라보레이션 커버 아트워크 및 뮤직비디오 작업을 통해 그동안 시도하지 않았던 커버아트를 선보이며 한계를 뛰어넘는 작업을 보여줬다.(2020)
- 음반 발매전, 해외 무대 아티스트들과의 비주얼 버추얼 작업을 인스타그램에 올리며 기대심리를 자극하는 영상으로 글로벌 팬들과 소통하고 있다. (2021~현재)